# Vidor Pál (festő)
Vidor Pál, külföldön Pablo Vidor, született Weiner Pál (Budapest, 1892. július 24. – Santiago de Chile, 1991. február 21.) festőművész, grafikus.

## Származása
Vidor (Weiner) Emil (1858–1918) orvos és Doktor Lenke (1870–1945) gyermekeként született izraelita családban. Apai nagyszülei Weiner Adolf és Breuer Mária, anyai nagyszülei Doktor Frigyes (1844–1907) orvos és Stiglicz (Linda) Karolina (1846–1911) voltak.

## Pályafutása
A budapesti Képzőművészeti Főiskolán tanult, ahol Balló Ede, Iványi-Grünwald Béla és Fényes Adolf voltak a mesterei. 1918-ban a nagybányai művésztelepen dolgozott, majd 1919-től Berlinben lakott, ahol Willy Jaeckel volt a mestere.
1924-ben Valdivia városába, Chilébe költözött, majd 1925-től Santiago de Chilében élt. Hamar a chilei művészeti körök tagja lett, többek között Luis Vargas Rosas és Henriette Petit társaságában az ún. Montparnasse csoport tagja lett. 1925-ben Santiagóba költözött, és két évvel később kiadott egy könyvet 16 metszettel a chilei fővárosról. 1928-ban az Escuela de Bellas Artes (Képzőművészeti Főiskola) tanára lett, Borisz Grigorjev orosz festőművésszel együtt. Ezt követően, 1930-33 között a Museo Nacional de Bellas Artes igazgatója volt. Hivatali ideje alatt többek között megemlékezett a múzeum 50. évfordulójáról, megalapította a dokumentációs könyvtárat és megszerezte Vicente Huidobro afrikai szobrokat tartalmazó gyűjteményét.
1931-ben megszerezte a chilei állampolgárságot. Szerepe volt abban, hogy több magyar művész is Chilében telepedett le: Ernesto Wünsch (1885-1969) szobrász, Cseney László (Ladislao Cheney, 1905-1983), Pintye Rudolf (1902-1976), Jánosa Lajos (1902-1983) és Menich József (1925-1969) festők. Munkásságukról 2025-ben Chilében könyv jelent meg Artistas húngaros en Chile címmel, szerzője Carla Badani Schoneweg.
Nagy hatással volt a chilei művészet modernizációjára, támogatta az új irányzatokat és technikákat . Az összes képi műfajt felfedezte, Szívesen festett tájképeket, különösen sok képe készült a tengerparti Zapallarban; valamint számos portrét készített a kor jelentős személyiségeiről. Stílusa fokozatosan a posztimpresszionizmus irányába fejlődött, amelyet az intenzív színek használata jellemez, portréit pedig érzelmi kifejezőerejük és modelljei lényegének megragadása jellemzi.
Vidor a művészi oldala mellett író és műkritikus is volt. Közreműködött a Revista Índice című folyóiratban, és Tomás Lagóval együtt kiadta az "El Museo de Bellas Artes 1880-1930" című kötetet. Barátságot ápolt a chilei kultúra olyan jelentős személyiségeivel, mint Pablo Neruda és Tomás Lago, és széles körben elismerték a chilei művészethez való hozzájárulását. 1991. február 21-én, 98 éves korában halt meg Santiagóban, otthonában.
Művei megtalálhatók a Magyar Nemzeti Galériában, valamint a valparaisói szépműveszeti múzeumban (Museo Municipal de Bellas Artes de Valparaiso).